# Уотсон, Люсиль
Люсиль Уотсон (англ. Lucile Watson; 27 мая 1879 — 24 июня 1962) — канадская актриса, номинантка на премию «Оскар».

## Биография
Люсиль Уотсон родилась в Квебеке, Канада в семье офицера британской армии. В кино первый раз появилась в 1916 году в немом фильме «Девушка с зелёными глазами», снятом по бродвейской постановке с её же участием. Вскоре она вышла замуж за актёра Роклиффа Феллоуза, брак с которым был не долгим. В следующий раз на экранах она появилась только в 1930 году в эпизодической роли в фильме «Бродвейская королевская семья». В 1928 году она во второй раз вышла замуж. Её супругом стал драматург Луис Э. Шипман, который в 1933 году умер.
Помимо съёмок в большом кино Люсиль Уотсон много играла на театральной сцене. У неё были главные роли в таких постановках, как «Дом разбитого сердца», «Призраки», «Гордость и предубеждение» и многих других.
Наибольшую популярность ей принесла Фанни Фаррелли в фильме «Дозор на Рейне» (1943), одноимённой бродвейской постановке 1941 года, где она также играла. В 1943 году она была номинирована за эту роль на «Оскар» в номинации «лучшая актриса второго плана».
Люсиль Уотсон скончалась в Нью-Йорке в июне 1962 года после перенесённого ею сердечного приступа.

## Избранная фильмография
| Год  |   | Русское название          | Оригинальное название       | Роль                 |
| ---- | - | ------------------------- | --------------------------- | -------------------- |
| 1930 | ф | Королевская семья Бродвея | The Royal Family of Brodway | актриса за кулисами  |
| 1939 | ф | Женщины                   | The Women                   | миссис Морхед        |
| 1940 | ф | Мост Ватерлоо             | Waterloo Bridge             | леди Маргарет Кронин |
| 1941 | ф | Мистер и миссис Смит      | Mr. & Mrs. Smith            | миссис Кастер        |
| 1941 | ф | Шаги в темноте            | Footsteps in the Dark       | миссис Арчер         |
| 1941 | ф | Великая ложь              | The Great Lie               | тётя Ада Гринфилд    |
| 1941 | ф | Ярость в небесах          | Rage in Heaven              | миссис Монрелл       |
| 1943 | ф | Дозор на Рейне            | Watch on the Rhine          | Фанни Фаррелли       |
| 1944 | ф | Сомнительная слава        | Uncertain Glory             | мадам Маре           |
| 1946 | ф | Песня Юга                 | Song of the South           | бабушка              |
| 1946 | ф | Остриё бритвы             | The Razor’s Edge            | Луиза Брэдли         |
| 1947 | ф | Айви                      | Ivy                         | миссис Греторекс     |
| 1948 | ф | Императорский вальс       | The Emperor Waltz           | принцесса Битотска   |
| 1948 | ф | Джулия плохо себя ведёт   | Julia Misbehaves            | миссис Пакетт        |
| 1949 | ф | Маленькие женщины         | Little Women                | тётя Марч            |
| 1951 | ф | Моё запретное прошлое     | My Forbidden Past           | тётя Юла Боревел     |
| 1952 | с | Зал славы Hallmark        | Hallmark Hall of Fame       | Джулиет Лоу          |